# 閻羽茜
閻羽茜（英語：Cathy Yan，1986年—）是一位美國電影導演、編劇和製片人，知名作品有喜劇電影《海上浮城》。閻羽茜執導的超級英雄電影《猛禽小隊：小丑女大解放》於2020年上映，這是DC擴展宇宙的第八部作品。

## 早期經歷
閻羽茜出生於中國，成長於香港和美國華盛頓。2008年獲得普林斯頓大學伍德羅·威爾遜公共和國際關係學院的學士學位；2014年獲得紐約大學史登商學院的工商管理碩士學位；2016年獲得紐約大學帝勢藝術學院工商管理和藝術創作雙碩士學位。

## 職業生涯
閻羽茜在轉型成為電影製作人之前，曾擔任《洛杉磯時報》和《華爾街日報》駐紐約、香港和北京記者。
在製作幾部短片電影之後，閻羽茜自編自導了電影處女作《海上浮城》，故事背景設定在中國上海。她製作這部電影的起因是關注到2013年黄浦江死猪漂流事件的新聞報道。在中國獲得投資之後，閻羽茜啟用中英雙語工作人員在上海開拍這部黑色喜劇電影，並在紐約完成後期製作。中國第六代導演代表人物賈樟柯擔當監製。《海上浮城》於2018年1月19日在聖丹斯電影節首映，並獲得最佳整體演出的評審團特別獎；2019年1月25日於中國大陸公映。
2018年4月，閻羽茜被選為DC擴展宇宙中以哈莉·奎茵為主角的電影《猛禽小隊：小丑女大解放》導演，克莉絲汀·哈德森執筆編劇，瑪格·羅比領銜主演。閻羽茜成為第一位執導超級英雄電影的亞裔女導演。電影於2020年2月7日首映。

## 影視作品

### 電影
| 年度 | 電影片名                   | 電影片名                             | 職位 | 職位 | 職位 | 備註     |
| 年度 | 中文名                     | 英文名                               | 導演 | 編劇 | 製片 | 備註     |
| ---- | -------------------------- | ------------------------------------ | ---- | ---- | ---- | -------- |
| 2010 |                            | Phishing                             | 否   | 否   | 是   | 短片電影 |
| 2013 |                            | Last Night                           | 是   | 是   | 否   | 短片電影 |
| 2014 |                            | Dinosaur Rider                       | 否   | 否   | 是   | 短片電影 |
| 2014 |                            | Entropy                              | 否   | 否   | 是   | 短片電影 |
| 2014 | 《星星太陽月亮》           | Of Tooth and Time                    | 否   | 否   | 是   | 短片電影 |
| 2015 |                            | Humpty                               | 否   | 否   | 是   | 短片電影 |
| 2016 |                            | Down River                           | 是   | 是   | 否   | 短片電影 |
| 2016 | 《據我的母親》             | According to My Mother               | 是   | 是   | 否   | 短片電影 |
| 2016 | 《天梯：蔡國強的藝術》     | Sky Ladder: The Art of Cai Guo-Qiang | 否   | 否   | 聯合 | 紀錄片   |
| 2017 |                            | Groomed                              | 否   | 否   | 是   | 短片電影 |
| 2018 | 《海上浮城》               | Dead Pigs                            | 是   | 是   | 否   |          |
| 2020 | 《猛禽小隊：小丑女大解放》 | Birds of Prey                        | 是   | 否   | 否   |          |

## 資料來源
1. ↑  . womenandhollywood.com. 2018-01-17  [2019-10-16]. （原始内容存档于2021-02-11） （英语）.
2. ↑  Karuppur, Abhiram. . Princeton Alumni Weekly. 2018-02-13  [2018-07-17]. （原始内容存档于2019-07-13） （美国英语）.
3. ↑  Teodorczuk, Tom. . MarketWatch. 2018-01-30  [2018-07-17]. （原始内容存档于2018-07-17） （美国英语）.
4. ↑  . Tisch School of the Arts. 2018  [2018-07-17]. （原始内容存档于2018-07-10） （美国英语）.
5. 1 2  . Tisch School of the Arts.   [2018-04-17]. （原始内容存档于2021-01-23） （美国英语）.
6. 1 2 3 4  Rife, Katie. . The A.V. Club. 2018-04-17  [2018-05-03]. （原始内容存档于2020-11-24） （美国英语）.
7. ↑  . 新华网. 2019-01-17  [2019-01-17]. （原始内容存档于2019-04-16） （中文（中国大陆））.
8. ↑  Kiang, Jessica. . Variety. 2018-01-25  [2018-04-17]. （原始内容存档于2021-02-21） （美国英语）.
9. ↑  . 人民网. 2018-12-26  [2019-01-17]. （原始内容存档于2018-12-26） （中文（中国大陆））.
10. ↑  Fleming Jr, Mike. . Deadline Hollywood. 2018-4-17  [2018-4-17]. （原始内容存档于2018-04-17） （美国英语）.
11. ↑  Kroll, Justin. . Variety. 2017-9-24  [2018-9-24]. （原始内容存档于2018-09-24） （美国英语）.
12. ↑  . thehollywoodreporter. 2018-11-20  [2018-11-20]. （原始内容存档于2018-11-22） （美国英语）.

## 外部連結
- 閻羽茜在互联网电影资料库（IMDb）上的資料（英文）